# Villiers-sur-Tholon
Villiers-sur-Tholon è un comune francese di 492 abitanti situato nel dipartimento della Yonne nella regione della Borgogna-Franca Contea.

## Società

### Evoluzione demografica
Abitanti censiti